# Супутник (кінотеатр, Київ)
«Супутник» — приватний мультизальний кінотеатр у Києві по вулиці Джохара Дудаєва, 18, Солом'янський район.
Кінотеатр був збудований за радянських часів і почав працювати у 1961 році, але в 1990-х занепав. Був повністю реконструйований та відкрився після ремонту 29 березня 2007 року. До ? року, коли Київська Міськрада ухвалила рішення про приватизацію, кінотеатр був муніципальним кінотеатром міста Києва.

## Про кінотеатр
Кінотеатр має 6 залів: Великий Альфа на 277 місць, зал Бета на 119, зал Гамма на 48 місць, Віп на 25 місць, Дельта на 74 місць та Омега на 21 місце.